# Jan Švejnar
Jan Švejnar (* 2. října 1952 Praha) je česko-americký ekonom a vysokoškolský učitel. V současnosti působící jako profesor a jako ředitel Centra pro globální hospodářskou politiku (Center on Global Economic Governance) na Kolumbijské univerzitě v New Yorku a jako vedoucí projektu think tanku IDEA. V roce 2008 kandidoval na post prezidenta České republiky.
V roce 2005 získal čestný doktorát Západočeské univerzity v Plzni a následně v roce 2009 i Vysokého učení technického v Brně. Je laureátem Ceny Neuron za přínos světové vědě za rok 2012 – společenské vědy.

## Životopis
Bydlel s rodiči na Smíchově. Základní školu vychodil v Základní devítileté škole U Santošky 1093/17 (nyní Vysoká škola mezinárodních a veřejných vztahů Praha, o.p.s.). V té době také aktivně sportoval. Hrál lední hokej a také vystupoval někdy jako amatérský rozhodčí. V roce 1970 vyjel krátce před maturitou na pražském Gymnáziu Na Zatlance na oficiální výjezdní doložku za svými rodiči do Švýcarska a posléze se přestěhoval do Spojených států amerických, kde v roce 1981 také získal občanství. Vystudoval ekonomii na Cornellově univerzitě a následně získal titul Ph.D. na Princetonské univerzitě.
V roce 1991 založil na Karlově univerzitě CERGE (Center for Economic Research and Graduate Education – Centrum pro ekonomický výzkum a doktorské studium), kde dodnes působí jako předseda výkonného a dozorčího výboru a hostující profesor. Podílel se na diskusi úvodní fáze transformace české ekonomiky publikací Strategie ekonomické přeměny Československa; přednost však tehdy dostalo jiné pojetí transformace reprezentované osobou tehdejšího ministra financí Václava Klause a Švejnar napříště působil v rámci české politiky pouze v roli poradce a konzultanta. V letech 1994–2002 působil jako ekonomický poradce prezidenta Václava Havla. V roce 1997 o něm Havel uvažoval jako o předsedovi úřednické vlády, nakonec však dostal přednost tehdejší guvernér ČNB Josef Tošovský. Od roku 1996 do roku 2011 působil Švejnar na Michiganské univerzitě, kde do roku 2004 vedl ústav Williama Davidsona a od roku 2005 do roku 2012 byl ředitelem Centra pro mezinárodní politiku. V roce 2012 byl jmenován profesorem na Kolumbijské univerzitě a ustavujícím ředitelem Center on Global Economic Governance tamtéž.

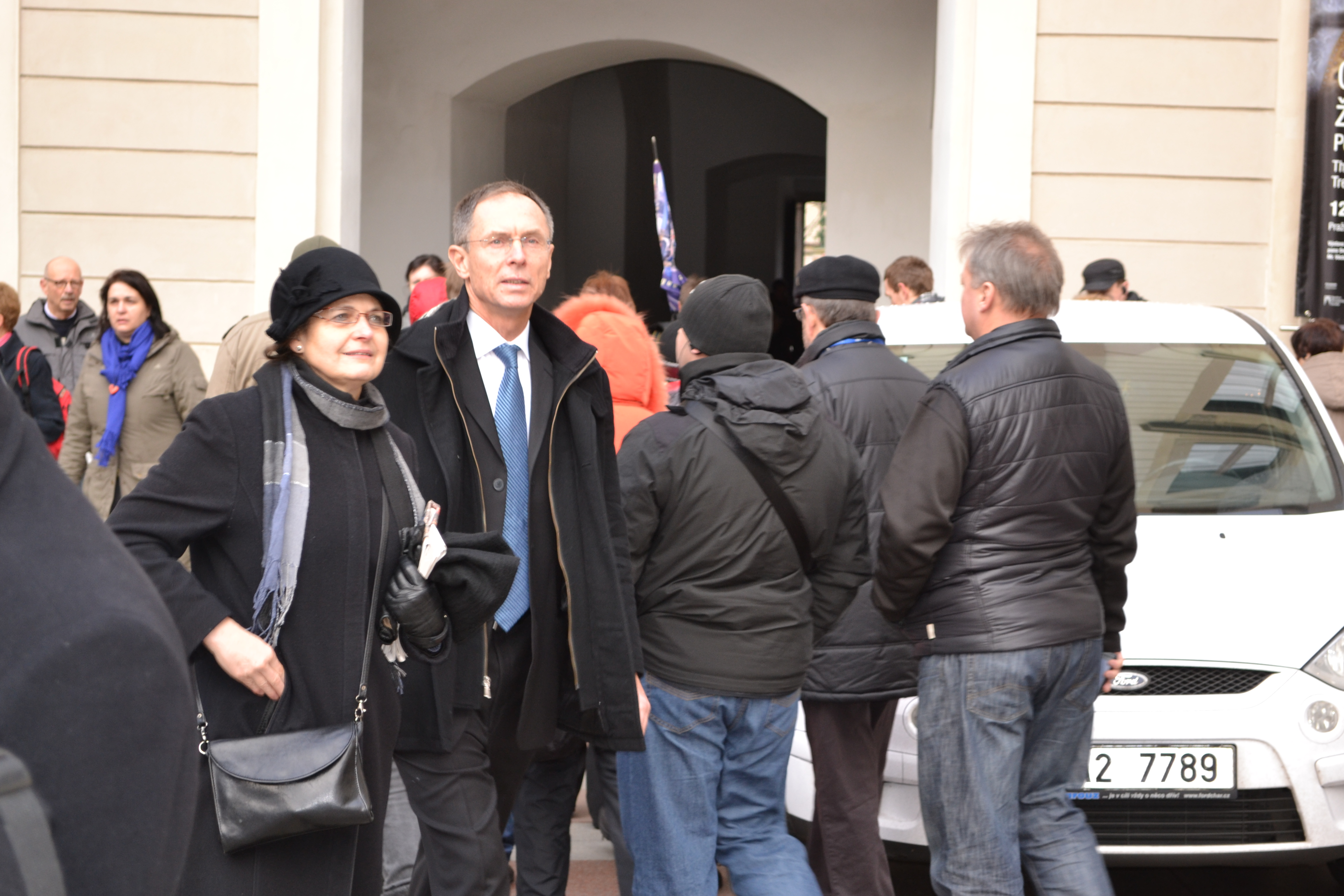
Jan Švejnar před pohřbem prezidenta Havla

Vědecká práce Jana Švejnara je zaměřena na obory ekonomie rozvojových zemí, práce a strategie transformací. Je autorem článků, knih a studií ve vědeckých časopisech jako jsou například American Economic Review, Econometrica, Economica, Economics of Transition, European Business Forum, European Economic Review, Journal of Comparative Economics a mnohé další. Je členem mnoha profesních asociací, více než pět let je také oslovován jako jeden z mezinárodně uznávaných profesorů ekonomie, který navrhuje nominace na Nobelovu cenu v oboru ekonomie. Tuto informaci o sobě zveřejnil sám, přestože Nobelův výbor navrhovatele žádá, aby o tom nemluvili.
Od roku 2003 je předsedou dozorčí rady Československé obchodní banky (další funkční období mu začalo 3. června 2009). V roce 2009 Švejnar založil a dosud vede projekt think tanku IDEA při Národohospodářském ústavu Akademie věd České republiky. Od roku 2011 je členem Učené společnosti ČR.
V roce 2024 byl oceněn medailí Za zásluhy I. stupně, za zásluhy v oblasti vědy.

### Osobní život
Jan Švejnar byl ženat s Katherine Terrell Švejnarovou, která zemřela v prosinci 2009. Z tohoto manželství má dvě děti.

## Politika
Dne 14. prosince 2007 oznámil svoji kandidaturu na post prezidenta České republiky. Podporu jeho kandidatuře vyslovila Strana zelených a ČSSD, senátorské kluby Klub otevřené demokracie a SNK, a také bývalý český prezident Václav Havel. ODS, která v prezidentské volbě podporovala Václava Klause, Švejnara kritizovala, například kvůli jeho působení v ČSOB. Švejnar ale v mediích připomněl, že přestupy představitelů vrcholového byznysu do politiky jsou ve světě zcela běžné,[zdroj?] a přislíbil, že pokud by se stal prezidentem, na svou funkci v ČSOB by rezignoval. Další kritika směřovala na jeho druhé, americké občanství. KSČM ho vyzvala, aby se občanství vzdal výměnou za hlasy jejich volitelů. Jan Švejnar později přislíbil, že by se ho v případě zvolení vzdal. Další výtkou byla také údajná Švejnarova nedostatečně podrobná orientace v české politice.
V první volbě prezidenta, která proběhla ve dnech 8. a 9. února 2008 nebyl Švejnar ani jeho protikandidát Václav Klaus zvolen. Švejnar ve třetím kole volby obdržel 113 hlasů, ke zvolení jich potřeboval nejméně 140. V druhé volbě se opět utkal s Václavem Klausem, který byl ve třetím kole zvolen s počtem 141 hlasů oproti Švejnarovým 111 hlasům.
V senátních volbách na Strakonicku v roce 2008 podporoval kandidáta ČSSD Miroslava Krejču.
Před volbami do EP v roce 2009 Švejnar podpořil stranu SNK ED, resp. jejího kandidáta Lukáše Macka (svého politického poradce z prezidentské kampaně roku 2008), a jako političku (ženu) také členku SZ Kateřinu Jacques.
Na podzim roku 2009 jej Strana zelených nominovala na post eurokomisaře. Vláda však zvolila tehdejšího ministra Štefana Füleho.
V roce 2013 podpořil založení Liberálně ekologické strany (LES), kterou zakládal Martin Bursík.